# Guadaloupe: A Tale of Love and War

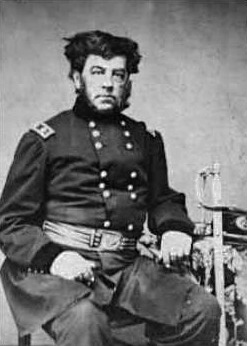
Generał George Cadwalader

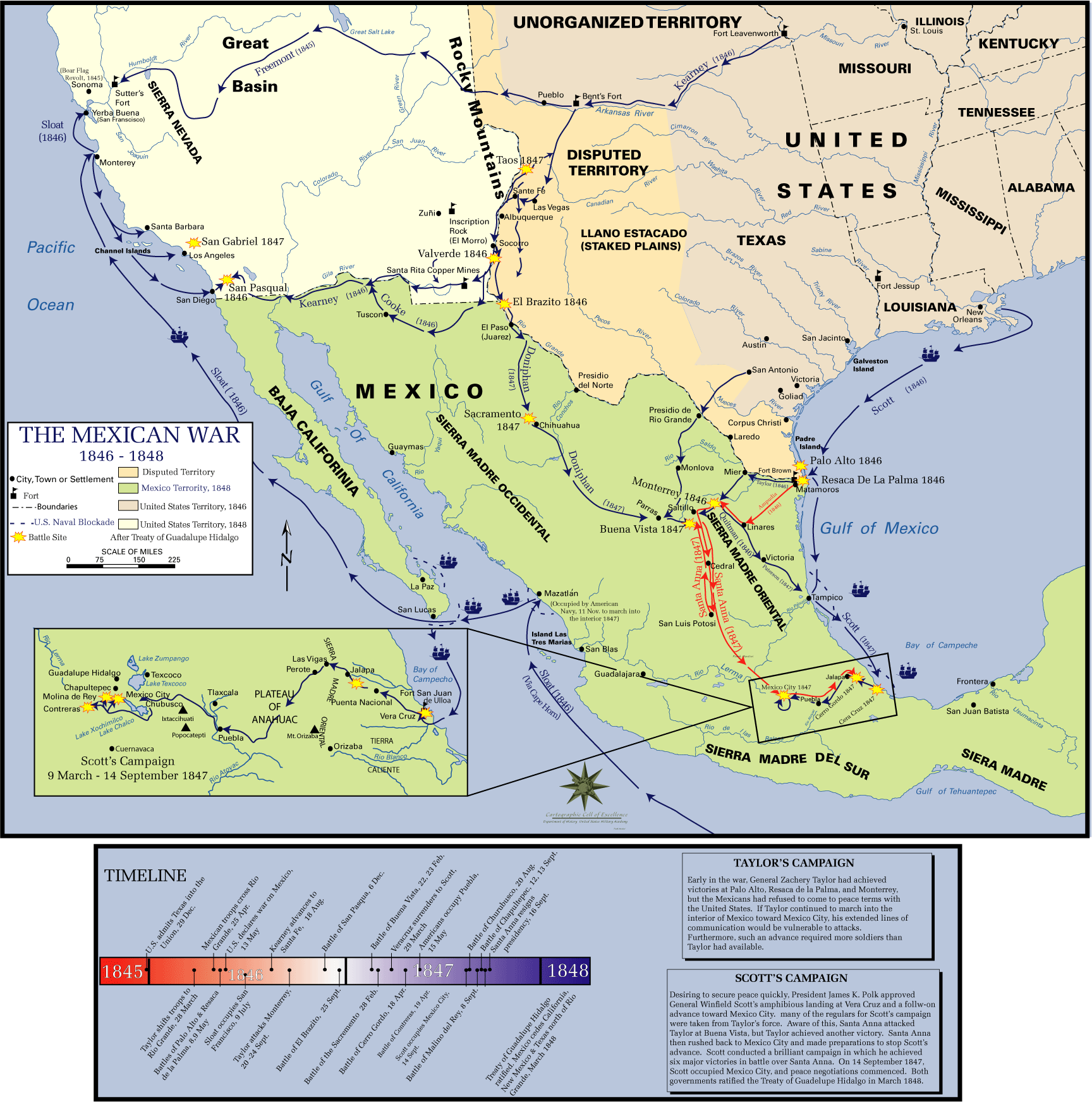
Wojna meksykańska

Guadaloupe: A Tale of Love and War – poemat epicki amerykańskiego żołnierza i poety Williama F. Smalla, opublikowany bez podania nazwiska autora w Filadelfii w 1860, nakładem oficyny Jas. B. Smith & Co. Tożsamość autora potwierdza dziewiętnastowieczna amerykańska bibliografia. Poeta podpisał się pod utworem jako uczestnik kampanii z lat 1846-7 (One who served in the campaign of 1846-7 in the late war with Mexico). Swoje dzieło zadedykował generałowi George'owi Cadwaladerowi z Filadelfii. Był on dowódcą poety, który napisał: A simple desire of expressing the sincere esteem of one who was happy to serve with and under you, in the late war with Mexico, and who was proud to know you in the more peaceful walks of civil life, is the sole motive of the tribute. W roli motta wykorzystał całą jedną strofę z czternastej pieśni Don Juana George'a Gordona Byrona.

Love, war, a tempest -- surely there's variety;
Also a seasoning slight of lucubration;
A bird's-eye view, too, of that wild, Society;
A slight glance thrown on men of every station.
If you have nought else, here's at least satiety
Both in performance and in preparation;
And though these lines should only line portmanteaus,
Trade will be all the better for these Cantos.

Poemat stanowi zapewne jedyny literacki efekt wojny amerykańsko-meksykańskiej. Został napisany tak samo jak wspomniany poemat dygresyjny Byrona, oktawą (ottava rima), czyli strofą ośmiowersową pochodzenia włoskiego, rymowaną abababcc. Utwór rozpoczyna się inwokacją:

Hail Muse, or Muses!—maiden sisters Nine!
To whom all hapless rhymesters still must bow,
Or flounder through each marr'd and broken line
In which their unblest aspirations flow,
Invoking your celestial aid to shine
In verse, I bend in supplication low,
Hoping that some of you may find the leisure
To shape my soarings and improve my measure.